# Оксеан, Оливье
Оливье Оксеан (фр. Olivier Occéan; родился 23 октября 1981 года в Квебеке, Канада) — канадский футболист, нападающий норвежского клуба «Уродд». Выступал за сборную Канады.

## Клубная карьера

### Карьера в США
Оксеан начал выступать за футбольную команду Университета Южного Коннектикута, «Файтинг Аулс», где он учился. Оливье был дважды номинирован на звание лучшего футболиста университетской лиги соккера. За свою карьеру в университетских командах он забил 57 мячей. После окончания колледжа Оксеан провёл два года в лиге PDL, выступая за «Вермонт Волтедж».
В 2004 году Оливье был выбран на драфте MLS, клубом «Метростарз» под номером 26. Во время товарищеского турнира Кубок Ла-Манги Оксеан приглянулся норвежскому клубу «Одд Гренланд», который предложил футболисту контракт. В финансовом плане он был намного выгодней предложения «Метростарз», поэтому нападающий переехал в Норвегию.

### «Одд»
Адаптация Оксеана в Типпелиге прошла довольно быстро. Он сразу начал забивать голы, поразив ворота соперников уже в первом сезоне 14 раз. Успехи Оливье не остались без внимания, поэтому уже зимой 2005 он подписал контракт с более сильным норвежским клубом, «Лиллестрём».

### «Лиллестрём»

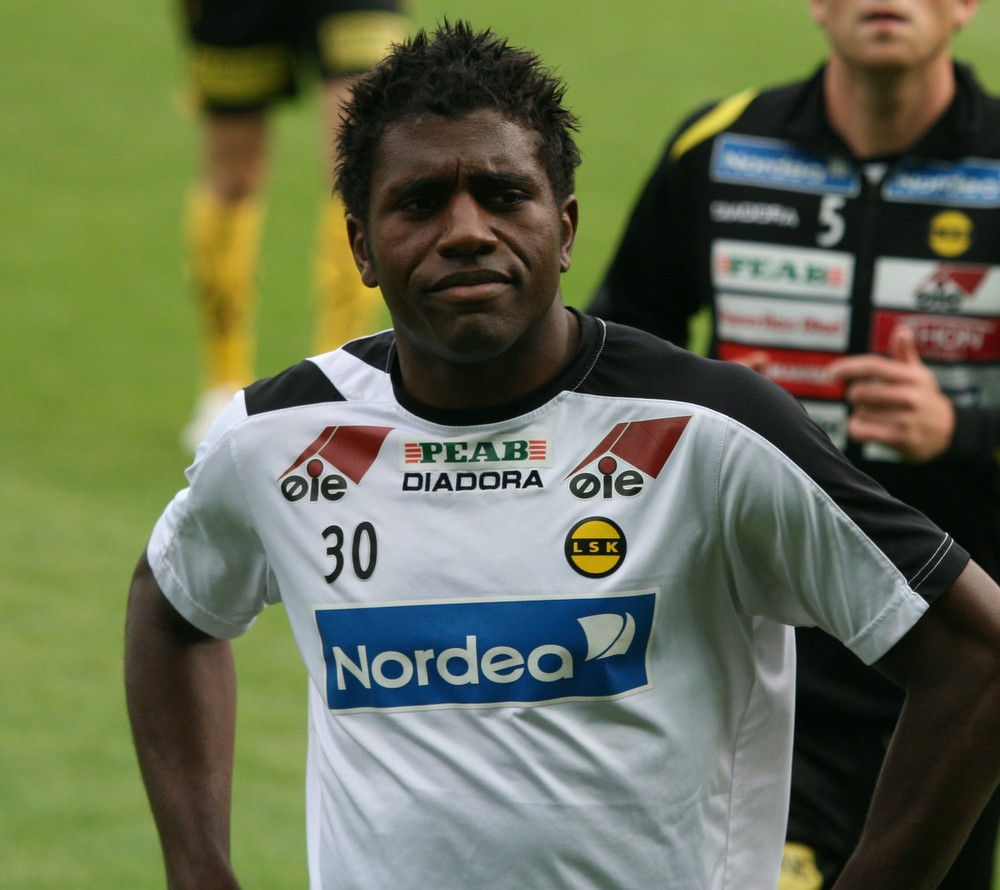
Оксеан в составе «Лиллестрёма»

10 декабря 2005 года канадский нападающий подписал с «Лилистрёмом» пятилетнее соглашение. Сумма трансфера составила € 885 000. Первый сезон в новой команде у Оливье был провальным, он не мог забить на протяжении пяти месяцев, поразив ворота противников только в последнем матче чемпионата. В следующих двух сезонах Оксеан забивал по 12 мячей, удерживая лидерскую позицию среди бомбардиров клуба. В 2007 году он помог «Лилистрёму» выиграть Кубок Норвегии. Последние сезоны результативность Оливье сильно упала, поэтому клуб не стал продлевать с ним контракт.

### «Киккерс» Оффенбах
Перед началом сезона 2010/2011 Оливье, в статусе свободного агента, принимает приглашение немецкой команды «Киккерс» из Оффенбаха, выступающей в Третьей лиге Германии. 23 июля 2010 года в своём дебютном матче против «Саарбрюкен», Оксеан забивает гол. В первый трёх поединках Оливер забил четыре гола, что мгновенно сделало его любимцем болельщиков. По окончании сезона он стал лучшим бомбардиром команды с 16 мячами в 30 матчах.

### «Гройтер»

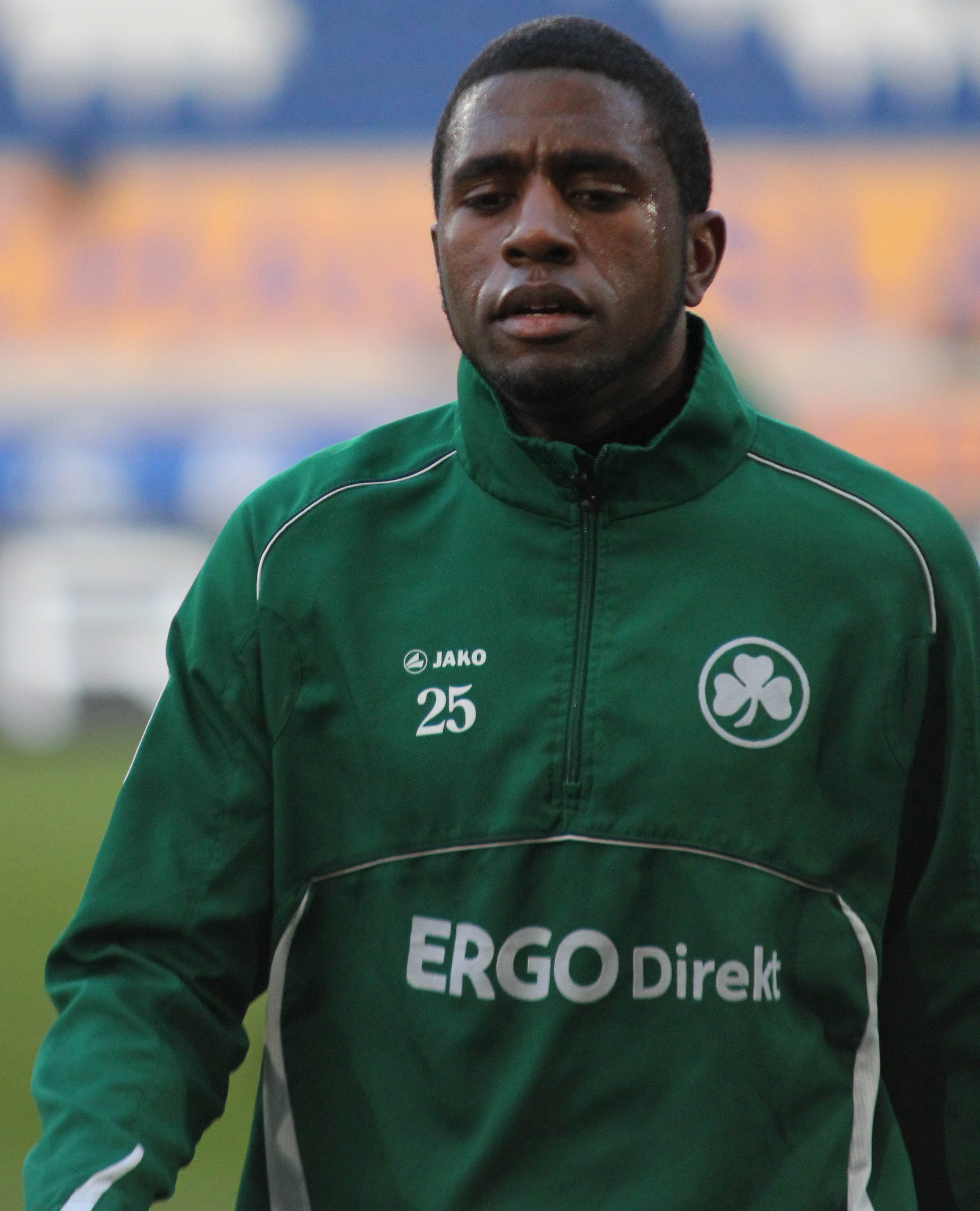
Оксеан в составе «Гройтера»

25 мая 2011 года Оксеан подписал трехлетний контракт с клубом Второй Бундеслиги, «Гройтер Фюрт». 15 июля 2011 года в матче против «Айнтрахта», Оливье дебютировал за новый клуб. 23 июля в поединке против «Унинона», он забил свои первые голы.. Самый важный мяч за «Гройтер», Оксеан забил 8 февраля 2012 года, во встрече против «Хоффенхайма», в рамках 1/4 Кубка Германии. Этот гол оказался единственным в матче и позволил команде выйти в полуфинал, где клуб в упорной борьбе в конце дополнительного времени матча уступил дортмундской «Боруссии». 1 марта Оливье получил награду футболист месяца. По итогам сезона Оксеан стал лучшим бомбардиром команды и помог ей выйти в Бундеслигу.

### «Айнтрахт» и аренда в «Кайзерслаутерн» и «Одд»
3 июля 2012 года Оксеан заключил с «Айнтрахтом» трехлетнее соглашение, присоединись к своем партнеру по канадской сборной Робу Френду. 25 августа 2012 в матче против «Байера», он дебютирует в Бундеслиге. 15 сентября в поединке против «Гамбурга», Оксеан забил свой первый гол.
Летом 2013 года Оливье на правах аренды перешёл в «Кайзерслаутерн». 20 июля в матче против «Падерборн 07» он дебютировал за новую команду. 4 октября в поединке против «Арминии» Оксеан забил первый гол за «Кайзерслаутерн». В начале 2015 года Оливье на правах аренды вернулся в «Одд».

## Международная карьера
В мае 2004 года Оксеан дебютировал за сборную Канады в товарищеском матче против сборной Уэльса. 9 февраля 2005 года в матче против сборной Северной Ирландии, Оливье забил свой первый гол за национальную команду.
В том же году в составе сборной он попал в заявку на участие в Золотом кубке КОНКАКАФ. На турнире Оливье сыграл в матчах против команд США и Кубы.

### Голы за сборную Канады
| #   | Дата            | Место                                    | Противник         | Счёт | Результат | Соревнование                       |
| --- | --------------- | ---------------------------------------- | ----------------- | ---- | --------- | ---------------------------------- |
| 01. | 9 февраля 2005  | Уиндзор Парк, Белфаст, Северная Ирландия | Северная Ирландия | 0:1  | 0:1       | Товарищеский матч                  |
| 02. | 22 августа 2007 | Лаугардалсвёллур, Рейкьявик, Исландия    | Исландия          | 1:1  | 1:1       | Товарищеский матч                  |
| 03. | 7 октября 2011  | Беосеюр Стэдиум, Грос-Айлет, Сент-Люсия  | Сент-Люсия        | 0:3  | 0:7       | Чемпионат мира 2014 (квалификация) |
| 04. | 7 октября 2011  | Беосеюр Стэдиум, Грос-Айлет, Сент-Люсия  | Сент-Люсия        | 0:3  | 0:7       | Чемпионат мира 2014 (квалификация) |
| 05. | 15 ноября 2011  | Бимо Филд, Торонто, Канада               | Сент-Китс и Невис | 1:0  | 4:0       | Чемпионат мира 2014 (квалификация) |
| 06. | 8 июня 2012     | Эстадио Педро Марреро, Гавана, Куба      | Куба              | 1:0  | 1:0       | Чемпионат мира 2014 (квалификация) |

## Достижения
Командные
 «Лиллестрём»
- Обладатель Кубка Норвегии — 2007

 «Гройтер Фюрт»
- Вторая Бундеслига — 2011/12

Индивидуальные
- Лучший футболист Канады — февраль 2012
- Лучший футболист Канады — март 2012
- Лучший бомбардир — 2011/12